# International Legal English Certificate
L'International Legal English Certificate (ILEC) est un certificat délivré par l'Université de Cambridge et qui atteste d'une connaissance significative de l'anglais juridique international. Son niveau de difficulté est lié au vocabulaire juridique, fort spécifique. Le niveau de langage attendu se situe entre le First Certificate in English (cadre européen B2) et le Certificate in Advanced English (cadre européen C1): les candidats qui réussissent avec un score entre 60 % et 70 % se voient accorder l'ILEC avec le niveau B2, ceux qui le réussissent avec plus de 70 % se le voient accorder avec le niveau C1 (avec honneurs si plus de 80 %).
Pour se préparer, les candidats suivent des cours ou étudient seuls. Les livres de référence sont International Legal English et International Legal English for teachers, d'Amy Kroes-Lindner, mis à jour une fois par an ou tous les deux ans.